# Ctenomys maulinus
Ctenomys maulinus е вид бозайник от семейство Тукотукови (Ctenomyidae).

## Разпространение
Видът е разпространен в Аржентина и Чили.